# Suchanińska Cegielnia

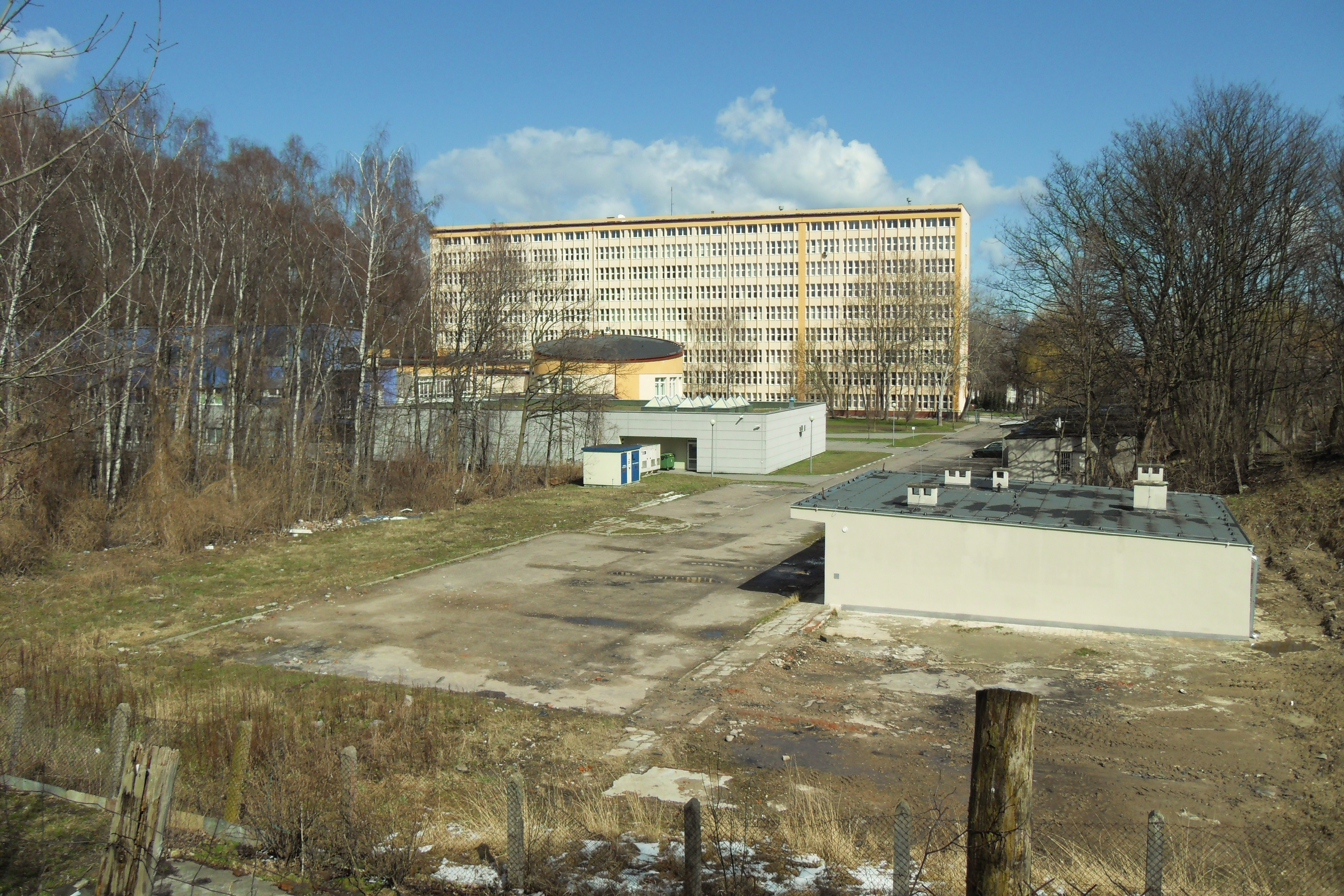
Suchanińska Cegielnia

Suchanińska Cegielnia (niem. Ziegelei Zigankenberg) – część Gdańska w granicach administracyjnych dzielnicy Aniołki. Obecnie nazwa zatracona.
Suchanińska Cegielnia jest częścią jednostki morfogenetycznej Wielka Aleja, przyłączonej w granice administracyjne miasta w 1814. Należy do okręgu historycznego Wrzeszcz.
W czasie II wojny światowej znajdowała się tu filia niemieckiego obozu koncentracyjnego KL Stutthof.